# Poeuilly
Poeuilly település Franciaországban, Somme megyében. Lakosainak száma 104 fő (2022. január 1.). Poeuilly Caulaincourt, Trefcon, Vermand, Bernes, Hancourt és Vraignes-en-Vermandois községekkel határos.

## Népesség
A település népességének változása:
| Lakosok száma | 113  | 123  | 130  | 121  | 115  | 108  | 107  | 105  | 104  |
|               | 2013 | 2015 | 2016 | 2017 | 2018 | 2019 | 2020 | 2021 | 2022 |